# League of Lebanese Women's Rights
League of Lebanese Women's Rights (LLWR), var en kvinnoorganisation i Libanon, grundad 1953.
Föreningen grundades efter införandet av kvinnlig rösträtt i Libanon 1952. Dess syfte var att arbeta för kvinnors rättigheter. Det blev en ledande kraft i kvinnorörelsen i Libanon. 